# Мухаммед ибн Авад бен Ладен
Мухаммед ибн Авад бен Ладен (араб. محمد بن عوض بن لادن‎; 1908 – 3 сентября 1967) — саудовский мультимиллионер и предприниматель, занимавшийся преимущественно строительством. Он основал компанию, ныне известную как Saudi Binladin Group; стал самым богатым саудовцем не из королевской семьи, дав начало влиятельнейшей семье бен Ладен. Отец международного террориста Усамы бен Ладена.

## Биография
Мухаммед ибн Авад бен Ладен родился на побережье Хадрамаута в южном Йемене в 1908 году в семье Авада ибн Абуда ибн Ладена. Бедный и необразованный Мухаммед перебрался в Тихаму до Первой мировой войны, первоначально работал грузчиком в Джидде. В 1930 году он начал свой собственный строительный бизнес и, попав в поле зрения Ибн Сауда, первого короля Саудовской Аравии, в конце концов добился таких успехов, что его семья стала известна как «самая богатая не королевская семья в Саудовской Аравии».
Финансовый успех Мухаммеда бен Ладена объясняли деловым чутьём, верностью королям Саудовской Аравии, надёжности и готовностью предложить самую низкую цену на строительные контракты.
Будучи «королевским строителем» Мухаммед ибн Ладен наладил тесные отношения с королевской семьей, в частности с принцем Фейсалом. В 1964 году принц Фейсал сверг своего сводного брата, короля Сауда, и начал восстанавливать экономику после периода расточительства во время правления Сауда. Король Фейсал принял предложение Мухаммеда ибн Ладена об оказании финансовой помощи для поддержки национальной экономики, и в качестве награды он издал королевский указ, отдававший все будущие строительные проекты компании бен Ладена. В результате компания бен Ладена накопила активы, превышающие 5 миллиардов долларов США. Мухаммед бен Ладен сделал своё первоначальное состояние на исключительных правах по строительству всех мечетей и других религиозных сооружений в Саудовской Аравии и ряде других арабских стран. До 1967 года Мухаммед ибн Ладен нёс исключительную ответственность за реставрацию мечети Эль-Акса в Иерусалиме.

## Жёны и дети
Мухаммед бен Ладен стал отцом 56 детей от 22 жён. Он никогда не имел более четырёх жён одновременно, разводясь со старшими женами по мере необходимости. Это делалось, чтобы соблюсти ограничение, накладываемое исламом. По мнению Кармен Бенладен Мухаммед планировал жениться в 23-й раз в ночь своей смерти и направлялся туда, когда его самолёт потерпел крушение. Матерью его самого известного сына Усамы, была Хамида аль-Аттас, родившаяся и выросшая в Сирии, ставшая 11-й женой Мухаммеда. Так же дочь Назерке Бен Ладен.

## Смерть
3 сентября 1967 года Мухаммед бен Ладен погиб, когда его самолёт Beechcraft потерпел крушение во время посадки в Уме, в Асире, на юго-западе Саудовской Аравии. Его пилот Джеймс Харрингтон погиб вместе с ним.